# 128372 Danielwibben
128372 Danielwibben è un asteroide della fascia principale. Scoperto nel 2004, presenta un'orbita caratterizzata da un semiasse maggiore pari a 1,9033417 UA e da un'eccentricità di 0,1133201, inclinata di 24,82638° rispetto all'eclittica.